# CTCF
11-아연 핑거 단백질(11-zinc finger protein) 또는 CCCTC 결합 인자(Transcriptional repressor CTCF)로도 알려진 전사 억제자 CTCF는 인간에서 CTCF 유전자에 의해 암호화되는 전사인자이다. CTCF는 전사 조절, 절연체 활성, V(D)J 재조합 및 염색질 구조 조절을 포함한 많은 세포 과정에 관여한다.

## 발견
CCCTC 결합 인자(CTCF)는 처음에 닭 c-myc 유전자의 음성 조절 인자로 발견되었다. 이 단백질은 핵심 서열 CCCTC의 3개의 규칙적인 간격의 반복에 결합하는 것으로 밝혀졌으며 이에 따라 CCCTC 결합 인자로 명명되었다.